# 쿠로타키 마리아
쿠로타키 마리아(일본어: 黒瀧 まりあ, くろたき まりあ, 1991년 2월 12일 ~ )는 일본의 모델이다.